# 사지트 프레마다사
사지트 프레마다사(싱할라어: සජිත් ප්‍රේමදාස, 타밀어: சஜித் பிரேமதாச, 1967년 1월 12일~)는 스리랑카의 정치인이다. 그는 현재 스리랑카 야당의 지도자이며 콜롬보 지역의 국회의원이다. 그는 현재 통일인민전선의 지도자이다.
프레마다사는 1989년부터 1993년까지 스리랑카의 대통령이었던 라나싱헤 프레마다사의 아들이다.

## 정치 경력

### 의회
그가 2000년 총선에 출마한 곳은 함반토타 지역구 출신으로, UNP 우선투표에서 83%를 얻어 의회에 입성했다. 그는 2001년 총선에서 82%, 2004년 총선에서 84%, 2010년 총선에서 89%, 2015년 총선에서 86%의 우선투표를 얻었다.

### 당 지도부
4회 연속 총선에서 프레마다사는 전체 통합국민당 후보 중 가장 높은 득표율을 기록했는데, 이는 함반토타 선거구의 통합국민당 득표율 90%에 조금 못 미치는 수치였다. 프레마다사는 2011년 통합국민당의 부대표로 선출되었다가, 2013년 재선에 성공하였다.

### 2024년 대통령 선거
프레마다사는 통일인민전선의 후보로 다가오는 대통령 선거에 출마할 예정이다. 그는 자신의 전 지도자이자 현직 대통령인 라닐 위크레마싱헤와 인민해방전선의 지도자인 아누라 쿠마라 디사나야케와 경쟁할 예정이다.
프레마다사는 첫 번째 개표에서 4,363,035표 (32.76%)를 얻어 디사나야케에 이어 2위를 차지했고, 디사나야케는 5,634,915표 (42.31%)를 얻었다. 어느 후보도 과반수를 확보하지 못했기 때문에 디사나야케와 프레마다사 간에 두 번째 우선순위 개표가 진행되었다. 그러나 167,867표의 추가 선호도를 얻었음에도 불구하고 프레마다사는 두 번째 개표가 끝날 때 5,740,179표 (55.89%)를 얻어 선거에서 승리한 디사나야케에 뒤처졌다. 프레마다사는 4,530,902표 (44.11%)를 얻어 2위를 유지했고, 이로써 두 번째 대통령 선거 출마는 좌절되었다.

## 야당 지도자
2019년 12월 5일 야당 대표로 지명되었고 2020년 1월 3일 의장에 의해 공식 지명되었다. 야당 대표로 임명되면서 그는 자동적으로 헌법 위원회의 일원으로 선출되었다.